# Distrito electoral de Adams (condado de Colfax, Nebraska)
Adams (en inglés: Adams Precinct) es un distrito electoral ubicado en el condado de Colfax en el estado estadounidense de Nebraska. En el Censo de 2010 tenía una población de 860 habitantes y una densidad poblacional de 9,2 personas por km².

## Geografía
Adams se encuentra ubicado en las coordenadas 41°42′1″N 97°4′42″O / 41.70028, -97.07833. Según la Oficina del Censo de los Estados Unidos, Adams tiene una superficie total de 93.44 km², de la cual 93.37 km² corresponden a tierra firme y (0.07%) 0.07 km² es agua.

## Demografía
Según el censo de 2010, había 860 personas residiendo en Adams. La densidad de población era de 9,2 hab./km². De los 860 habitantes, Adams estaba compuesto por el 98.72% blancos, el 0.12% eran isleños del Pacífico, el 0.7% eran de otras razas y el 0.47% pertenecían a dos o más razas. Del total de la población el 1.98% eran hispanos o latinos de cualquier raza.